# Herbert Williams (évêque)
Pour les articles homonymes, voir Herbert Williams et Williams.
Herbert William Williams  (10 octobre 1860 - 7 décembre 1937) fut le 6e évêque anglican du diocèse anglican de Waiapu,  et un éminent érudit de la langue maori .

## Biographie
Williams est né à Waerenga-ā-Hika, Gisborne, en Nouvelle-Zélande , fils de Sarah Williams et Leonard Williams. Il a fait ses études au Christ's College de Christchurch, à l'Université de la Nouvelle-Zélande et au Jesus College (Cambridge) où il a obtenu un baccalauréat ès arts (BA) en 1884. Williams a épousé Bertha Mason le 27 septembre 1888 à Édimbourg, en Écosse. L'un de leurs enfants, Nigel Williams, fut également prêtre, de 23 mars 1901 à 25 juillet 1980).

## Ministère en tant que prêtre
Williams a été ordonné prêtre en 1886, à West Wratting, dans le diocèse de Cambridge, affecté à la cure de l'abbé Ely de 1886 à 1888. Membre de la Church Missionary Society (CMS) il fut nommé tuteur au collège de théologie Te Rau Kahikatea à Gisborne de mars 1890 à 1894, puis il en devint directeur-adjoint et directeur de 1894 à 1902.  Il a été nommé  ministre superviseur surintendent du district missionnaire de la Côte Est.

## Honneurs et récompenses
En 1917, Williams a publié la cinquième édition d'un dictionnaire de la langue néo-zélandaise , qui a mis à jour les travaux de son père et de son grand-père. Williams a fait campagne avec Apirana Ngata pour que la langue maorie soit enseignée dans l'Université de Nouvelle-Zélande, et sanctionnée par un diplôme de baccalauréat ès arts en 1928. Williams a été nommé  docteur honorifique en littérature dans les universités de Nouvelle-Zélande (1924) et de Cambridge (1925). La Médaille Hector lui fut décernée pour les travaux qu'il a réalisé.
En 1923, il fut nommé membre de la Société royale de Nouvelle-Zélande, il en devint et président de 1935 à 1936, puis en 1929il fut nommé président de la Polynesian Society jusqu'à sa mort.